# Llansannan
Llansannan è un villaggio con status di comunità (community) del Galles nord-orientale, facente parte del distretto di contea di Conwy (contea tradizionale: Denbighshire). L'intera community conta una popolazione di circa 1 300 abitanti.

## Geografia fisica
Il villaggio di Llansannan si trova a pochi chilometri a ovest di Denbigh e a pochi chilometri a sud di Llanfair Talhaiarn.
L'intera community occupa un'area di  95,41 km².

## Origini del nome
Il toponimo Llansannan significa letteralmente "chiesa di San Sannan".

## Storia
Nel corso del VI secolo, San Sannan, un monaco irlandese, fondò un edificio religioso in loco.

## Monumenti e luoghi d'interesse

### Architetture religiose

#### Chiesa di San Sannan
Principale edificio religioso di Llansannan è la chiesa dedicata a San Sannan, ricostruita tra il 1777 e il 1778 sulle rovine di un edificio preesistente la cui prima menzione risale al 1254.
All'interno della chiesa si trova un pulpito del XVII secolo, precedentemente ospitato nella chiesa di San Luca a Liverpool e spostato qui nel 1894.

### Architetture civili

#### Statua della piccola ragazza
Altro celebre monumento di Llansannan è la "statua della piccola ragazza", una scultura in bronzo realizzata nel 1899 da William Goscombe John. La scultura rappresenta una ragazzina seduta di fronte a un obelisco in cui sono ricordati i nomi di cinque scrittori locali.

## Società

### Evoluzione demografica
Nel 2020 la popolazione stimata della comunità di Llansannan era pari a 1 369 unità, in maggioranza (728) di sesso maschile.
La popolazione al di sotto dei 18 anni era stimata in 238 unità (di cui 127 erano i bambini al di sotto dei 10 anni), mentre la popolazione dai 65 anni in su era stimata in 323 unità (di cui 97 erano le persone dagli 80 anni in su).
La comunità di Llansannan ha conosciuto un lieve incremento demografico rispetto al 2011, quando la popolazione censita era pari a 1 335 unità, dato che era in rialzo rispetto a quello del censimento del 2001, quando Llansannan contava 1 291 abitanti.

## Sport
- La squadra di calcio locale è il Llansannan Football Club[8]